# United States Coast Guard
« USCG » redirige ici. Pour les autres significations, voir USCG (homonymie).
La Garde côtière des États-Unis (en anglais : United States Coast Guard ou USCG) est un organisme fédéral américain dévolu au rôle de surveillance, de protection, et de sauvetage des personnes en détresse dans les eaux territoriales américaines ; il est le représentant de l'action de l'État en mer (application de la loi en mer et des règlements maritimes, police de la navigation et des pêches, lutte contre les trafics illicites, protection de l'environnement maritime, sauvetage et assistance en mer) et dispose, entre autres, d'unités armées.
L'USCG est un organisme militaire, placé cependant, depuis 2003, sous l'autorité du département de la Sécurité intérieure, après l'avoir été sous celle du département des Transports des États-Unis. En cas de conflit, il est susceptible de passer sous la direction de la United States Navy.
En janvier 2005, l'USCG compte 39 000 hommes et femmes en service actif, 8 100 réservistes, 7 000 employés civils et 35 000 auxiliaires ; en septembre 2011, le personnel en service actif est de 43 251 personnes.

## Histoire

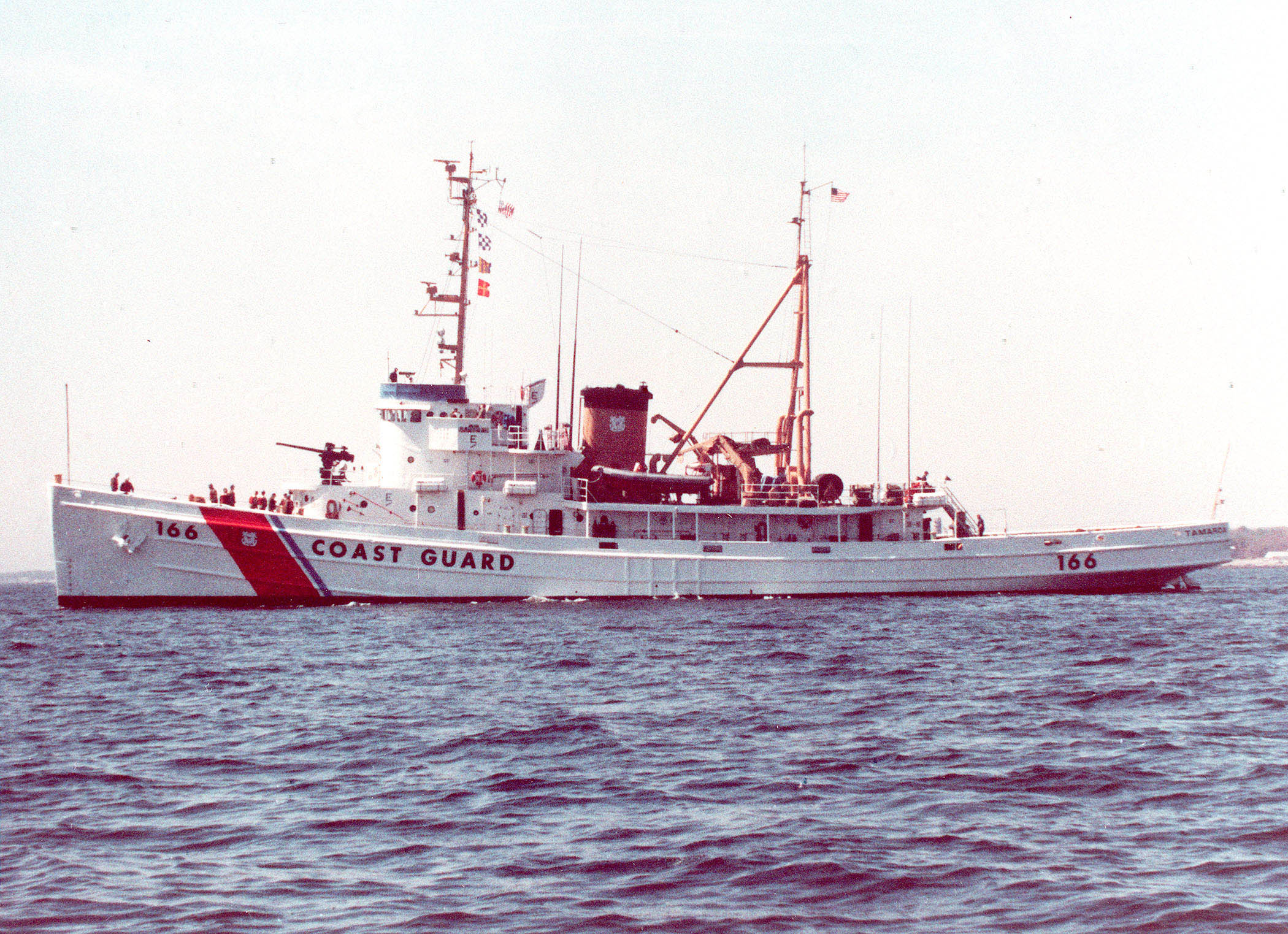
USCGC Tamaroa

Les garde-côtes tirent leurs origines du Revenue Cutter Service créé en 1790, comme un service du département du Trésor. Jusqu’à la création de la Marine des États-Unis, près de dix ans plus tard, le Cutter Service fut la seule force navale de la toute nouvelle république. Outre la perception des droits de douane, le Cutter Service assurait également la défense côtière.
La version moderne des garde-côtes date de 1915, quand le Cutter Service fusionna avec le United States Life-Saving Service (« Service de Sauvetage en mer des États-Unis ») et que le Congrès des États-Unis formalisa l’existence de la nouvelle organisation. Durant la participation des États-Unis à la Première Guerre mondiale, l'USCG perdit 192 hommes. En 1939, l'U.S. Lighthouse Service (« Service des phares ») fut intégré à l’organisation et, en 1942, le Bureau of Marine Inspection and Navigation (« Bureau de l’inspection maritime et de la navigation ») fut à son tour transféré aux garde-côtes.

### Seconde Guerre mondiale
Les Garde-côtes des États-Unis (United States Coast Guard, USCG) ont joué un rôle crucial pendant la Seconde Guerre Mondiale, soutenant les efforts militaires alliés tout en maintenant leurs missions traditionnelles de sécurité maritime. Mobilisée sous l'autorité de la marine américaine à partir du 1er novembre 1941, conformément à la loi, l'USCG a participé à des opérations de combat, de patrouille et de sauvetage dans l'Atlantique et le Pacifique.

#### Opérations dans l'Atlantique
Dans l'Atlantique, les Garde-côtes se sont distingués dans la lutte contre les sous-marins allemands (U-Boote) lors de la bataille de l'Atlantique. Les cutters de l'USCG, tels que le USCGC Campbell (WPG-32), ont escorté des convois vitaux entre les États-Unis et l'Europe, protégeant les navires marchands des attaques ennemies. Le 22 février 1943, le Campbell a coulé le sous-marin U-606 après un engagement intense, bien qu’il ait lui-même été gravement endommagé (Référence : Price, Scott T. U.S. Coast Guard in World War II. Annapolis: Naval Institute Press, 2009, p. 87). De plus, les équipages de l'USCG ont effectué des missions de patrouille côtière pour contrer les incursions allemandes près des côtes américaines, notamment après l’opération Paukenschlag en 1942.

#### Rôle dans les débarquements amphibies en France
L’expertise de la Garde Côtière en opérations maritimes s’est révélée précieuse lors des débarquements amphibies en France, notamment pendant l’invasion de la Normandie le 6 juin 1944, connue sous le nom de jour J. Les membres de l’USCG ont opéré une variété de navires, y compris des transports d’attaque, des péniches de débarquement et des bateaux de sauvetage, facilitant l’acheminement des troupes et des approvisionnements sur les plages. Le USCGC Bayfield (APA-33), un transport d’attaque, a transporté des soldats jusqu’à Utah Beach et coordonné les opérations de débarquement sous un feu nourri de l’ennemi (Référence : Willoughby, Malcolm F. The U.S. Coast Guard in World War II. New York: Arno Press, 1957, p. 134). De plus, des timoniers de la Garde côtière ont piloté des dizaines de bateaux Higgins (LCVP), naviguant dans des eaux dangereuses et contournant les obstacles pour assurer l’arrivée sécurisée des troupes à terre. Au-delà du transport, les cutters de sauvetage de l’USCG, comme ceux de la Rescue Flotilla One (surnommée la « flotte des boîtes d’allumettes »), ont opéré au large des côtes normandes, sauvant plus de 1 400 soldats et marins des eaux parmi les navires coulés et sous les bombardements intenses (FRéférence : Morison, Samuel Eliot. The Invasion of France and Germany, 1944–1945. Boston: Little, Brown and Company, 1957, p. 112). Leurs actions lors de cette opération décisive leur ont valu une reconnaissance largement méritée pour leur courage et leur compétence.

#### Rôle dans le Pacifique
Dans le théâtre du Pacifique, la Garde côtière a continué à soutenir les opérations amphibies, pilotant des péniches de débarquement lors des invasions alliées. Leur expérience en France a enrichi leurs contributions aux débarquements ultérieurs, démontrant leur adaptabilité à travers les théâtres de guerre.

#### Sauvetage et missions humanitaires
En parallèle des combats, l'USCG a poursuivi ses missions de sauvetage en mer. Les équipages ont secouru des survivants de navires torpillés, souvent dans des conditions extrêmes. En 1942, le USCGC Escanaba (WPG-77) a sauvé 133 marins du convoi ON-166, avant de sombrer lui-même en 1943 avec presque tout son équipage après une attaque sous-marine (Référence : Office of the Historian, U.S. Coast Guard. "The Coast Guard at War: World War II." Washington, DC: USCG, 1994, p. 56).

#### Impact et héritage
Au total, environ 241 000 membres ont servi dans la Garde côtière pendant la guerre, dont 1 917 ont perdu la vie (Référence : "U.S. Coast Guard Historian's Office: WWII Statistics." Disponible sur site officiel de l’USCG, consulté le 25 mars 2025). Leurs contributions, notamment lors des débarquements amphibies comme en Normandie, ont renforcé la réputation de l’USCG comme une force polyvalente, capable d’opérer aussi bien en temps de paix qu’en temps de guerre.

### Après guerre
En 1967, la responsabilité des garde-côtes fut confiée au département des Transports des États-Unis ; puis en 2003, au département de la Sécurité intérieure.
Devises :
- « So others may live » : devise des garde-côtes des États-Unis qui signifie « Pour que d'autres puissent vivre ».
- « Semper Paratus » : devise de différents corps d’armée tel que l'United States Coast Guard ou encore l'United States Air Force. Cette devise en latin signifie « toujours prêt ».

## Missions

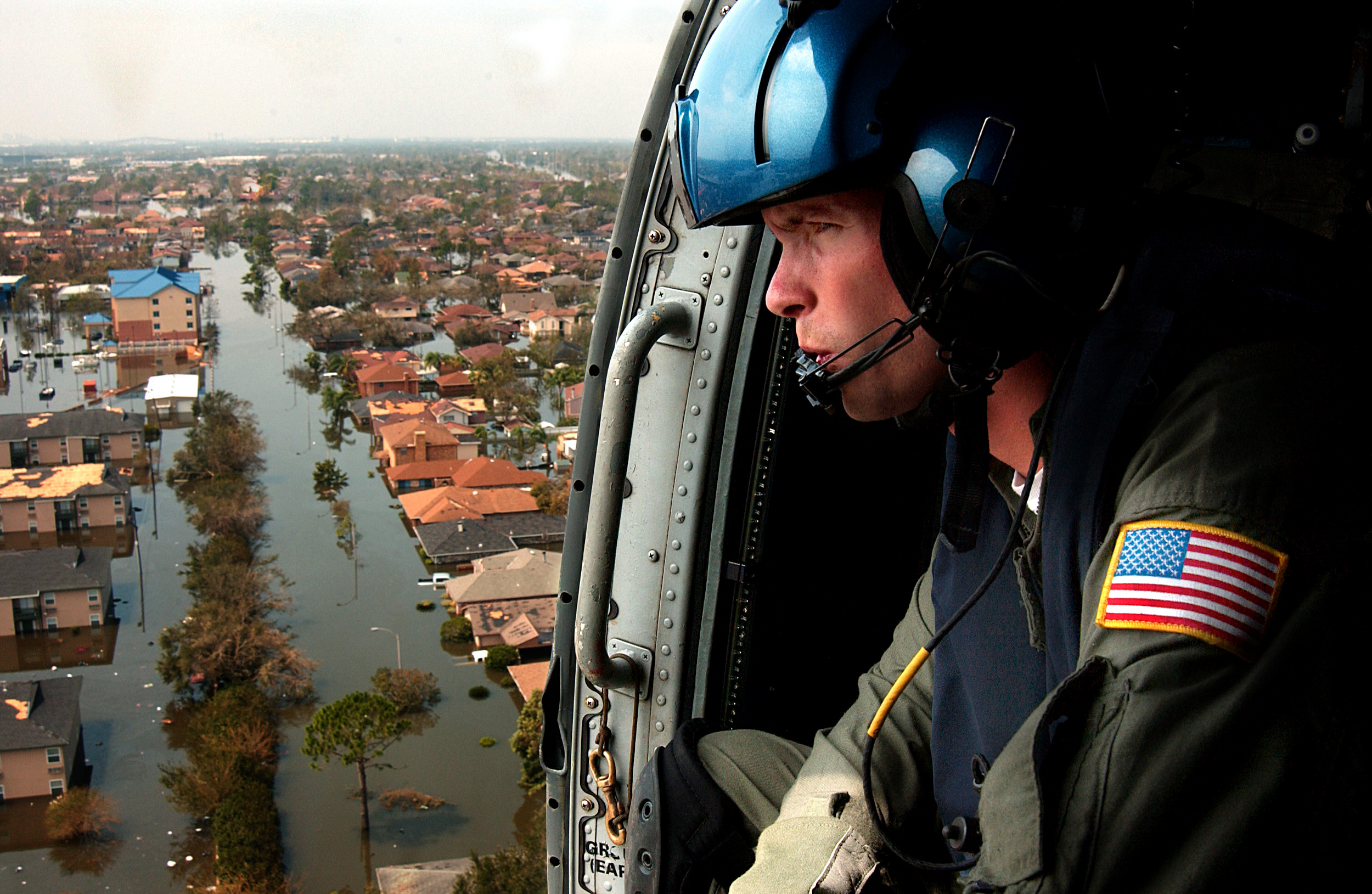
Garde-côtes participant aux secours après le passage de l'ouragan Katrina en 2005.

L'USCG remplit cinq rôles fondamentaux :
1. Secours maritime : recherche, sauvetage et secours en mer
2. Sûreté maritime : protéger les frontières maritimes contre toutes intrusions que ce soit la lutte contre le narcotrafic, l'immigration illégale et la contrebande, la police des pêches ou le respect des règlements maritimes
3. Mobilité maritime : faciliter le commerce maritime et la navigation en maintenant l'accès et la sécurité des voies maritimes (entretien du balisage, service de brise-glaces…)
4. Défense nationale : participer à la défense de la nation en tant que cinquième force militaire du pays par l'utilisation de ses capacités maritimes
5. Protection des ressources naturelles : lutter contre les pollutions et les atteintes à l'environnement maritime liées aux transports, à la pêche et à la plaisance

## Organisation

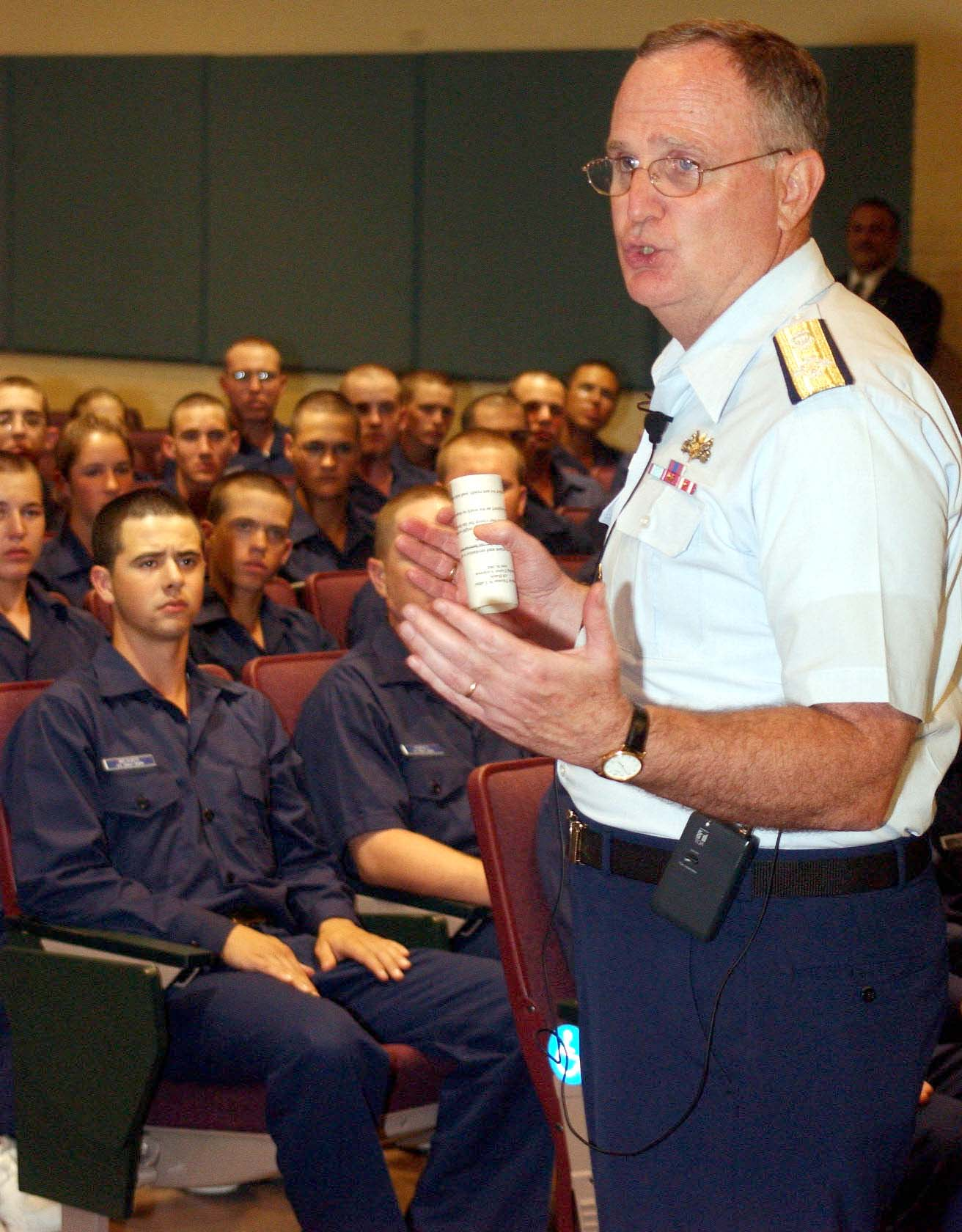
Amiral Thomas H. Collins commandant l'USCG en 2004

Le chef de l'État-major de l'USCG est un amiral nommé pour quatre ans et dont l'état-major est basé à Washington DC. Les gardes-côtes américains sont répartis en deux grands commandements avec un vice-amiral à leur tête : un pour l'océan Pacifique (siégeant à San Francisco, Californie) et un pour l'océan Atlantique (siégeant à Portsmouth, Virginie).
Le littoral des États-Unis est partagé en dix Coast Guard Districts, commandés par des contre-amiraux. L'USCG dispose d'un chantier naval à Baltimore depuis 1899
Le budget annuel total de l'USCG pour l'année fiscale 2011 est de 10,1 milliards de dollars dont 1,536 milliard consacré à l'achat de matériels, en nette augmentation depuis 2001 où il se situait aux alentours de 4,7 milliards de dollars américains, et de 1990 où il était de 3,3 milliards de dollars.
Les officiers sont formés à l'US Coast Guard Academy qui se trouve depuis 1932 à New London, dans le Connecticut ; chaque année, ce sont approximativement 300 cadets qui entrent dans cette prestigieuse académie.
Les nouvelles recrues sont envoyés pendant huit semaines en formation au US Coast Guard Training Center de Cape May dans le New Jersey. L'objectif de la formation consiste à apprendre à travailler en équipe et à développer les aptitudes physiques des postulants. Un point d'honneur est mis sur les valeurs fondamentales des garde-côtes et notamment sur le dévouement de sa personne à une cause noble et respectée.
Le corps dispose également d'un service de renseignement, le Coast Guard Intelligence dont les effectifs sont estimés à 300 personnes en 2009, ainsi que d'un service d'enquête, le Coast Guard Investigative Service.

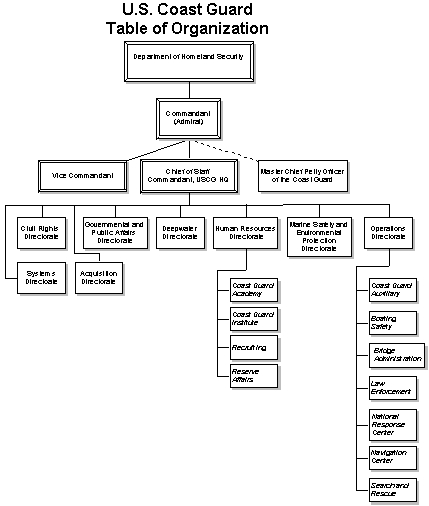
Organigramme de la chaîne de commandement de l'USCG

## Personnel

### Officiers
Les officiers de la United States Coast Guard portent un pay grade (indicatif servant à uniformiser les grades américains dans le cadre du versement de la solde) O-1 à 0-10 selon la même structure que l'United States Navy,. Les hommes dont le grade va d'ensign (O-1) à lieutenant commander sont considérés comme des officiers subalternes, ceux de commander et de captain comme des officiers supérieurs. Parmi les amiraux, seul le commandant de l'United States Coast Guard porte le rang d'admiral.
L'USCG ne dispose ni de ses propres médecins ni de ses propres aumôniers. De ce fait, ce sont les aumôniers de l'US Navy et les médecins du Public Health Service Commissioned Corps qui sont détachés à la garde côtière afin de remplir leurs fonctions. Ils portent les uniformes de l'United States Coast Guard mais remplacent les insignes de l'USCG par ceux de leur branche.
| Grades des officiers de l'United States Coast Guard |                                           |                                              |                                                |                                     |                                      |                                                   |                                        |                                                                          |                                                      |
| Admiral (ADM) Amiral                                | Vice admiral (VADM) Vice-amiral d'escadre | Rear admiral (upper half) (RADM) Vice-amiral | Rear admiral (lower half) (RDML) Contre-amiral | Captain (CPT) Capitaine de vaisseau | Commander (CDR) Capitaine de frégate | Lieutenant Commander (LCDR) Capitaine de corvette | Lieutenant (LT) Lieutenant de vaisseau | Lieutenant (junior grade) (LTJG) Enseigne de vaisseau de première classe | Ensign (ENS) Enseigne de vaisseau de deuxième classe |
| O-10                                                | O-9                                       | O-8                                          | O-7                                            | O-6                                 | O-5                                  | O-4                                               | O-3                                    | O-2                                                                      | O-1                                                  |
|                                                     |                                           |                                              |                                                |                                     |                                      |                                                   |                                        |                                                                          |                                                      |

### Warrant officers
Le personnel enlisted qualifié et classé des pay grades E-6 à E-9 qui ont un minimum de huit années d'expérience peuvent chaque année tenter d'atteindre un grade de warrant officers (WO). Il n'existe pas d'équivalent dans l'armée française. Les candidats qui réussissent les examens nécessaires sont choisis par un jury et nommés chief warrant officers 2 (CWO-2) dans une des seize spécialités qui existent. Ils peuvent ensuite être promus au grade de CWO-3 voire CWO-4. Les grades de CWO-1 et de CWO-5 n'existent pas au sein de l'USCG.
Il existe une voie de passage au grade d'officier depuis le grade de CWO-4. Un candidat reçu est promu au grade de lieutenant (O-3E). Le « E » indique une ancienneté de plus de quatre ans comme Warrant officer ou comme enlisted, ce qui permet de recevoir une solde plus importante que les autres lieutenants.
| Grades des Warrant officers de l'United States Coast Guard |                               |                               |
| Chief Warrant Officer 4 (CW4)                              | Chief Warrant Officer 3 (CW3) | Chief Warrant Officer 2 (3W2) |
| W-4                                                        | W-3                           | W-2                           |
|                                                            |                               |                               |

### PersonnelEnlisted
Le personnel désigné par la dénomination enlisted correspond en France, au sein de la Marine nationale, aux différents grades des officiers mariniers et des membres d'équipage.
Au sein de l'USCG, ils portent un pay grade allant de E-1 à E-9, suivant la même structure que celle de l'US Navy. Le personnel de pay grade E-4 ou supérieur est considéré comme petty officers et suit des carrières similaires à celles de la marine. Les militaires qui portent le rang de E-7 ou supérieur sont des chief petty officers passés par la Chief Petty Officer Academy ou une école équivalent du département de la défense.
| Grades des sous-officiers (Non-commissioned Officer) de l'United States Coast Guard |                                            |                                            |                                          |                                                    |                                              |                                          |                                                  |                                                                 |
| Master Chief Petty Officer of the Coast Guard (MCPOCG)                              | Master chief petty officer (AAAA)          | Command Master Chief Petty Officer (CMC)   | Master Chief Petty Officer (MCPO)        | Senior Chief Petty Officer (SCPO) (Premier maître) | Chief Petty Officer (CPO) (pas d'équivalent) | Petty Officer First Class (PO1) (Maître) | Petty Officer Second Class (PO2) (Second-Maître) | Petty Officer Third Class (PO3) (Quartier-maître de 1re classe) |
| E-9                                                                                 | E-9                                        | E-9                                        | E-9                                      | E-8                                                | E-7                                          | E-6                                      | E-5                                              | E-4                                                             |
|                                                                                     |                                            |                                            |                                          |                                                    |                                              |                                          |                                                  |                                                                 |
| Grades des hommes du rang (enlisted) de l'United States Coast Guard                 |                                            |                                            |                                          |                                                    |                                              |                                          |                                                  |                                                                 |
| Seaman (SN) (Quartier-maître de 2e classe)                                          | Seaman (SN) (Quartier-maître de 2e classe) | Seaman (SN) (Quartier-maître de 2e classe) | Seaman Apprentice (SA) (Matelot breveté) | Seaman Apprentice (SA) (Matelot breveté)           | Seaman Apprentice (SA) (Matelot breveté)     | Seaman Recruit (SR) (Matelot)            | Seaman Recruit (SR) (Matelot)                    | Seaman Recruit (SR) (Matelot)                                   |
|                                                                                     |                                            |                                            |                                          |                                                    |                                              |                                          |                                                  |                                                                 |

## Équipement

Quatre des principaux types d'aéronefs de l'USCG.

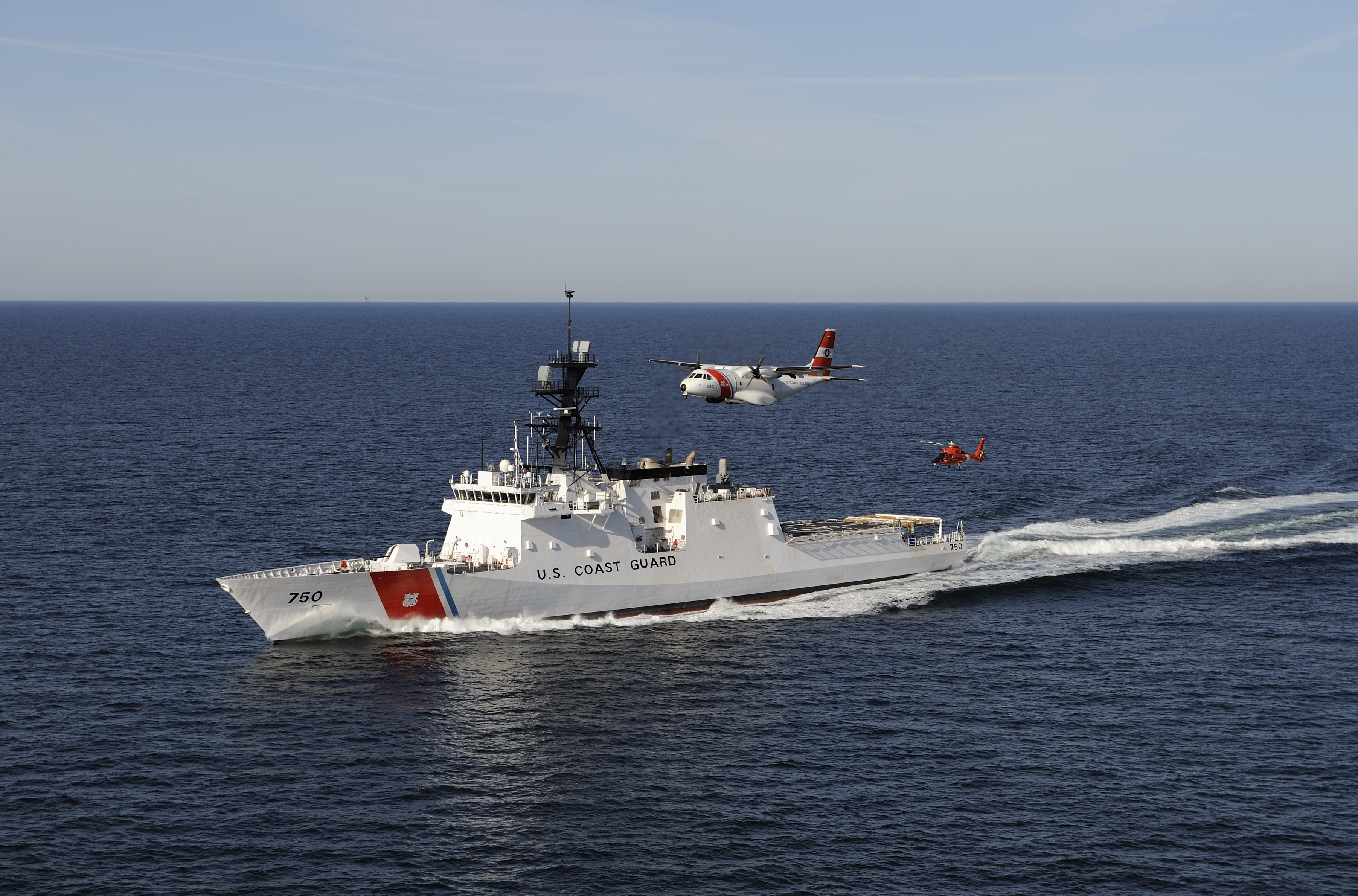
Le, le 1er exemplaire de la classe Legend en 2008 en compagnie d'un hélicoptère MH-65C et d'un avion Ocean Sentry HC-144A, désignation de l'USCG du CASA CN-235.

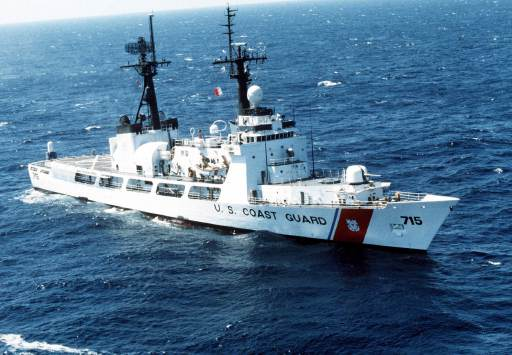
Le USCGC Hamilton (WHEC-715). Depuis 2011 en service dans la marine des Philippines.

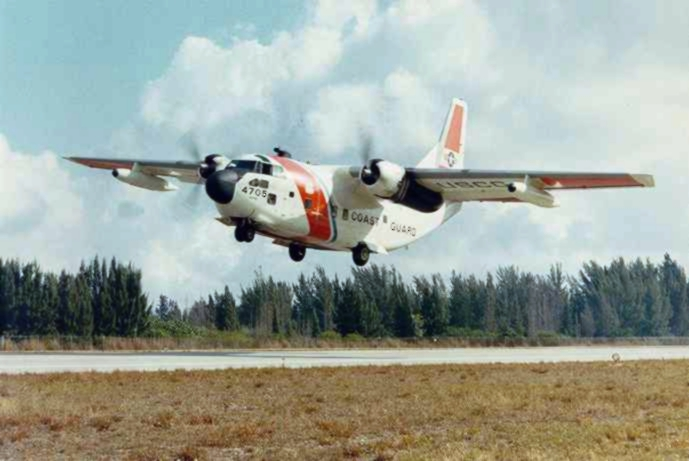
Fairchild C-123 en 1971

Les dix districts ont à leur disposition plus de 2 200 grands navires, allant de la vedette pneumatique au brise-glace USCGC Healy, dernière[Quand ?] acquisition de l'unité de Polar class et jaugeant 16 000 tonnes; ils disposent de plus de 200 bâtiments d'une centaine de mètres de long, ainsi que 2 000 embarcations de moins de 20 mètres. Mais, en 2010, la moyenne d'âge des 250 navires de plus de 20 m de long est de 41 ans.
Sa flotte aérienne comprend plusieurs modèles différents d'aéronefs.
- Dassault HU-25 Guardian, des biréacteurs utilisés pour les missions de surveillance maritime et de police des mers. 41 exemplaires en service de 1982 à 2014[18]

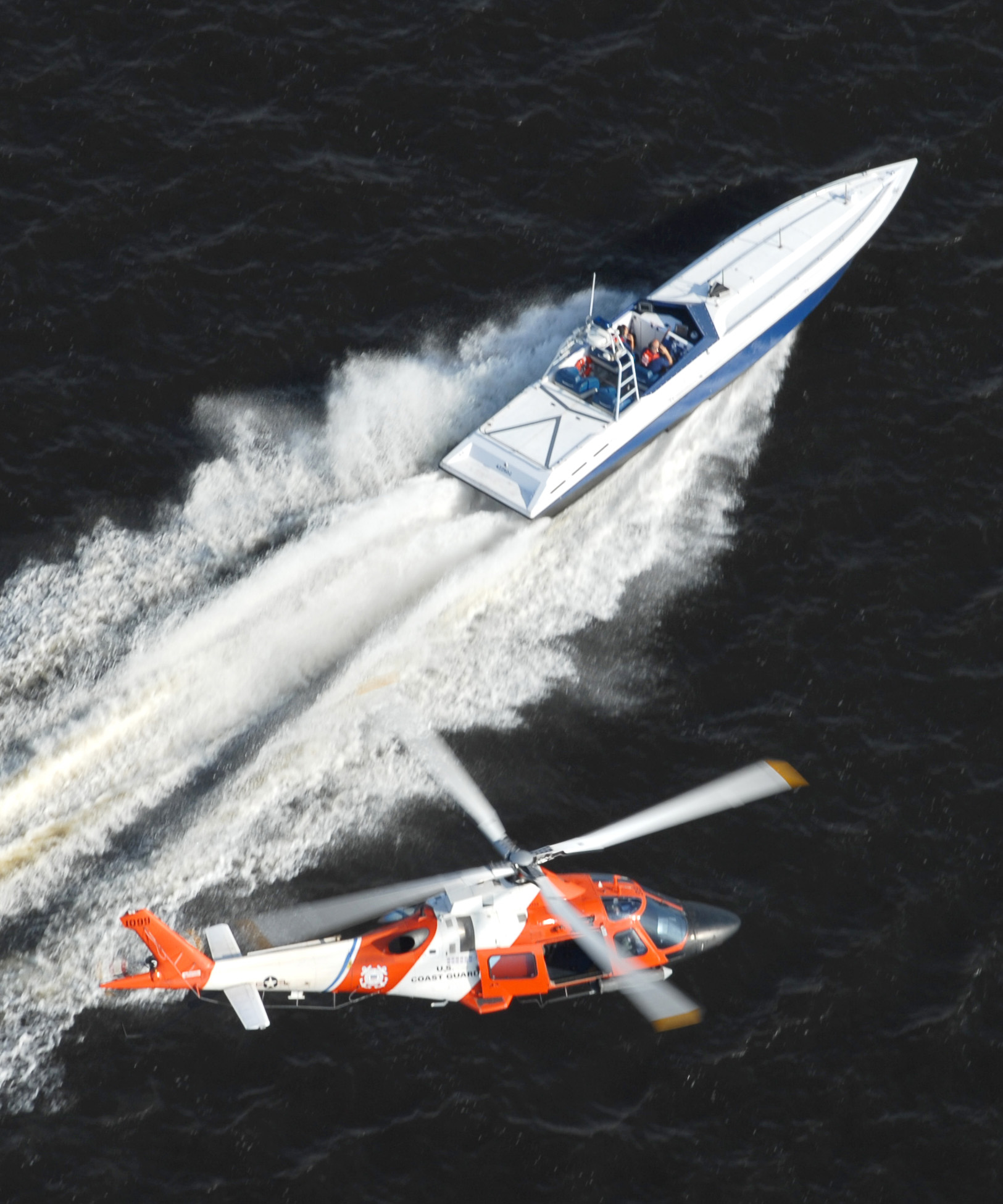
L'USCG poursuivant un gofast.

- HC-27 Spartans, version modifiée du Alenia C-27J Spartan. 14 exemplaires de seconde main mis en service en 2014.
- Lockheed HC-130 Hercules, une version dérivée du célèbre avion cargo destinée aux missions de sauvetage en mer et de patrouille.
- Casa HC-144 Deepwater, une version de reconnaissance maritime de l'avion cargo espagnol CN-235.
- Bombardier VC-143 Challenger, un biréacteur destiné au transport prioritaire.
- Gulfstream C-20B, un biréacteur destiné aux liaisons rapides et au transport prioritaire.
- Schweizer RU-38 Twin Condor, un bimoteur push-pull destiné à des missions de lutte contre les trafics.
- Aérospatiale HH-65 Dolphin, un hélicoptère français destiné au secours maritime rapproché et au soutien opérationnel.
- Sikorsky HH-60J Jayhawk, un hélicoptère destiné au transport, à l'assaut, et au sauvetage en mer lointain.
- Agusta MH-68 Mako, un hélicoptère destiné à l'appui aérien rapproché et à la lutte contre les trafics.
- Boeing MH-90 Enforcer, un hélicoptère destiné aux opérations spéciales.

Les douze cotres de classe Hamilton, mis en service entre 1965 et 1971, sont jusqu’à l'arrivée de leurs successeurs, les plus grands navires de patrouille armés de ce service avec 115 mètres de long, 2 700 tonnes et un armement important :
- 1 canon de 76 mm,
- 1 CIWS Phalanx,
- 2 canons de 25 mm
- 4 mitrailleuses de 12,7 mm,
- 1 hélicoptère,
- possibilité de monter huit missiles antinavire AGM-84 Harpoon.

Ils sont remplacés à partir de 2008 par les navires de la classe Legend, de 4 500 tonnes, appelés aussi National Security Cutter dans le cadre du programme « Deepwater » de modernisation de la flotte armée de l'USCG, et qui pourront notamment utiliser des drones de reconnaissance et de surveillance (Eagle Eye). En 2013, trois sont en service.

## Uniformes

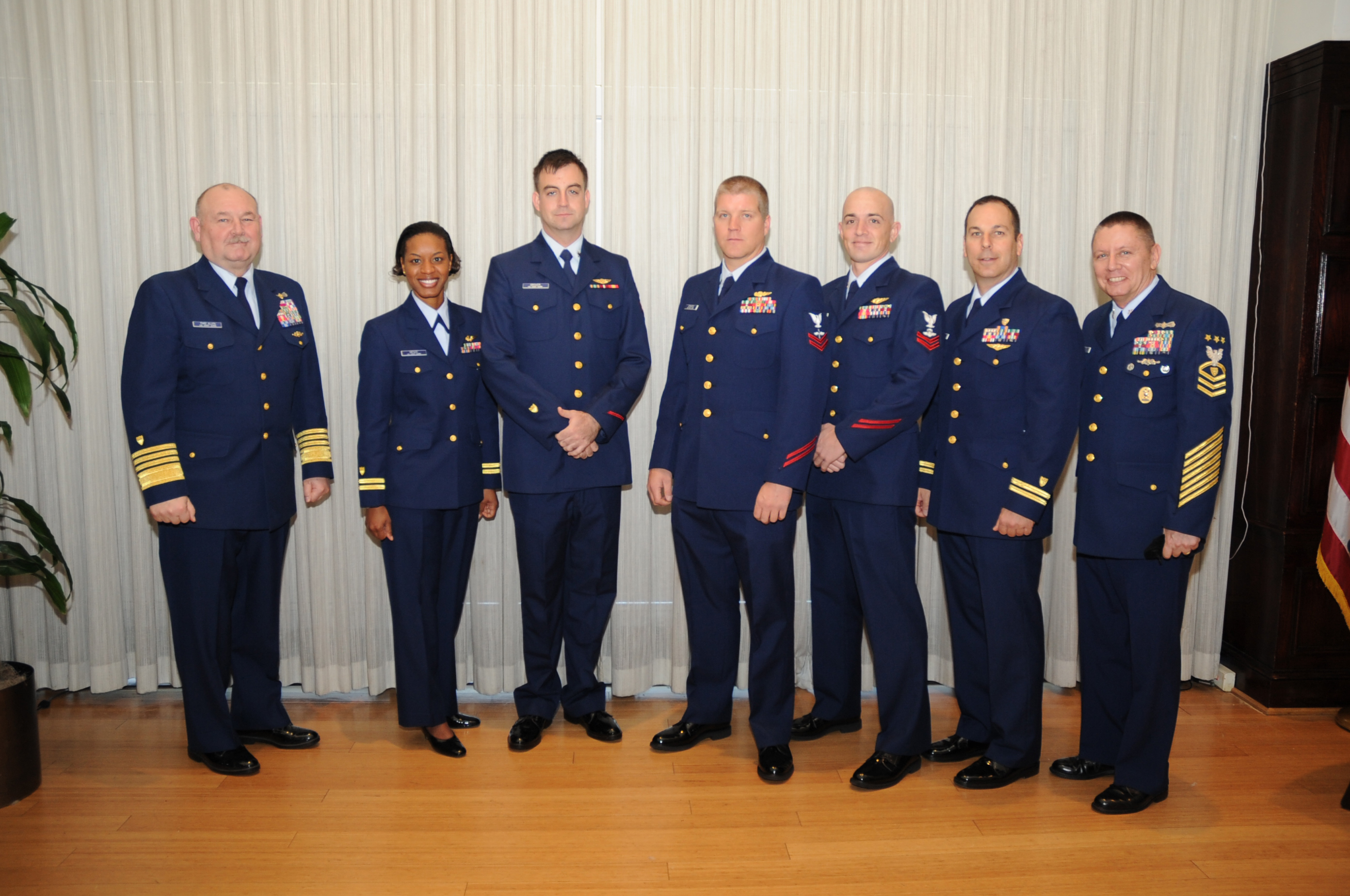
Militaires de l'United States Coast Guard en uniforme bleu.
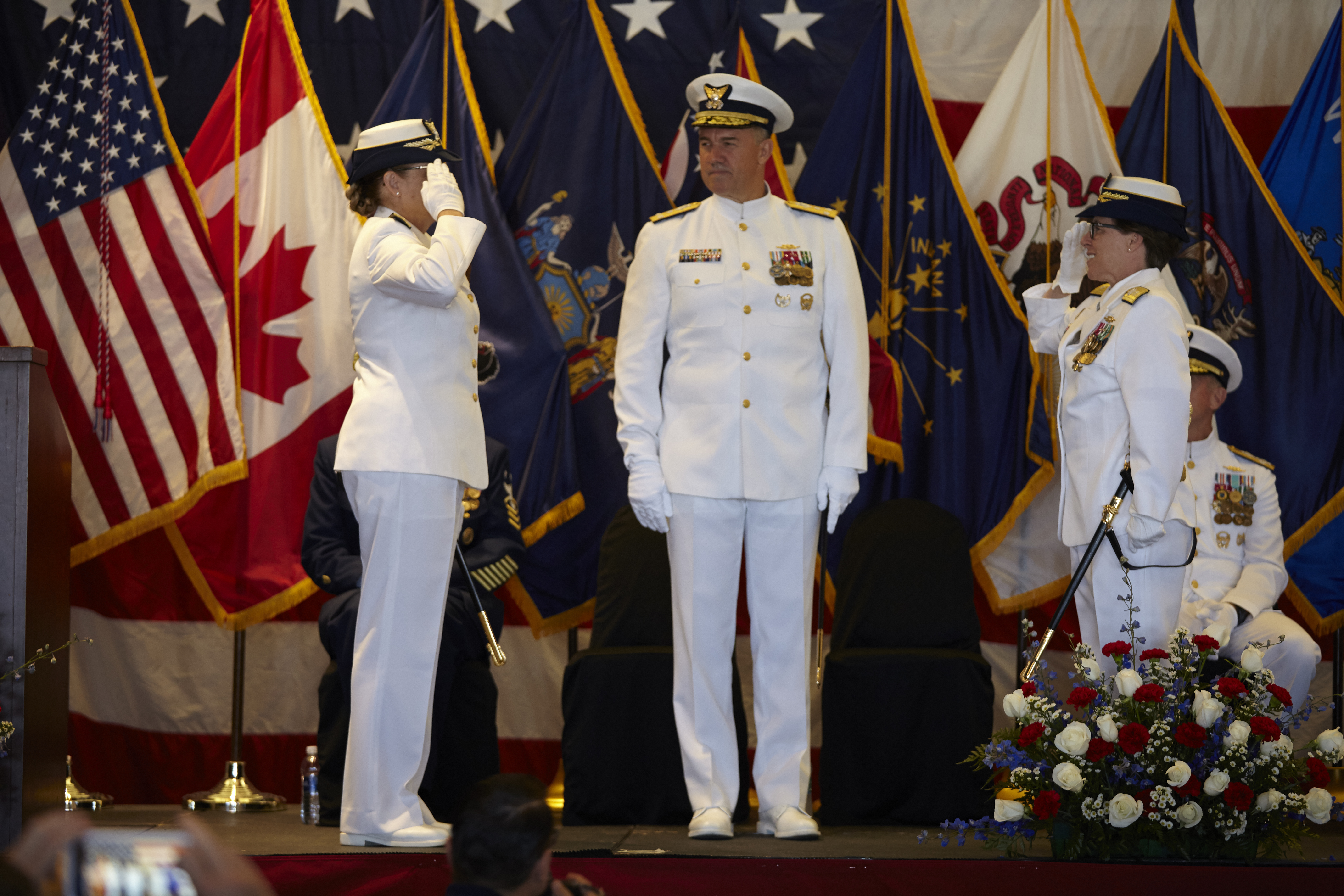
L'amiral Karl L. Schultz, commandant l'United States Coast Guard avec les amirales Joanna Nunan et June E. Ryan avec leurs tenues d'été blanches.
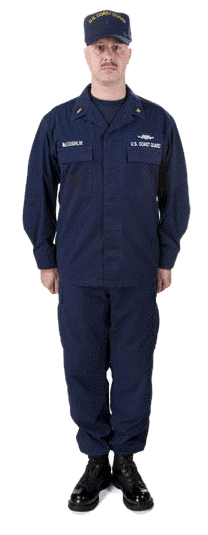
Uniforme opérationnel des Coast Guard.
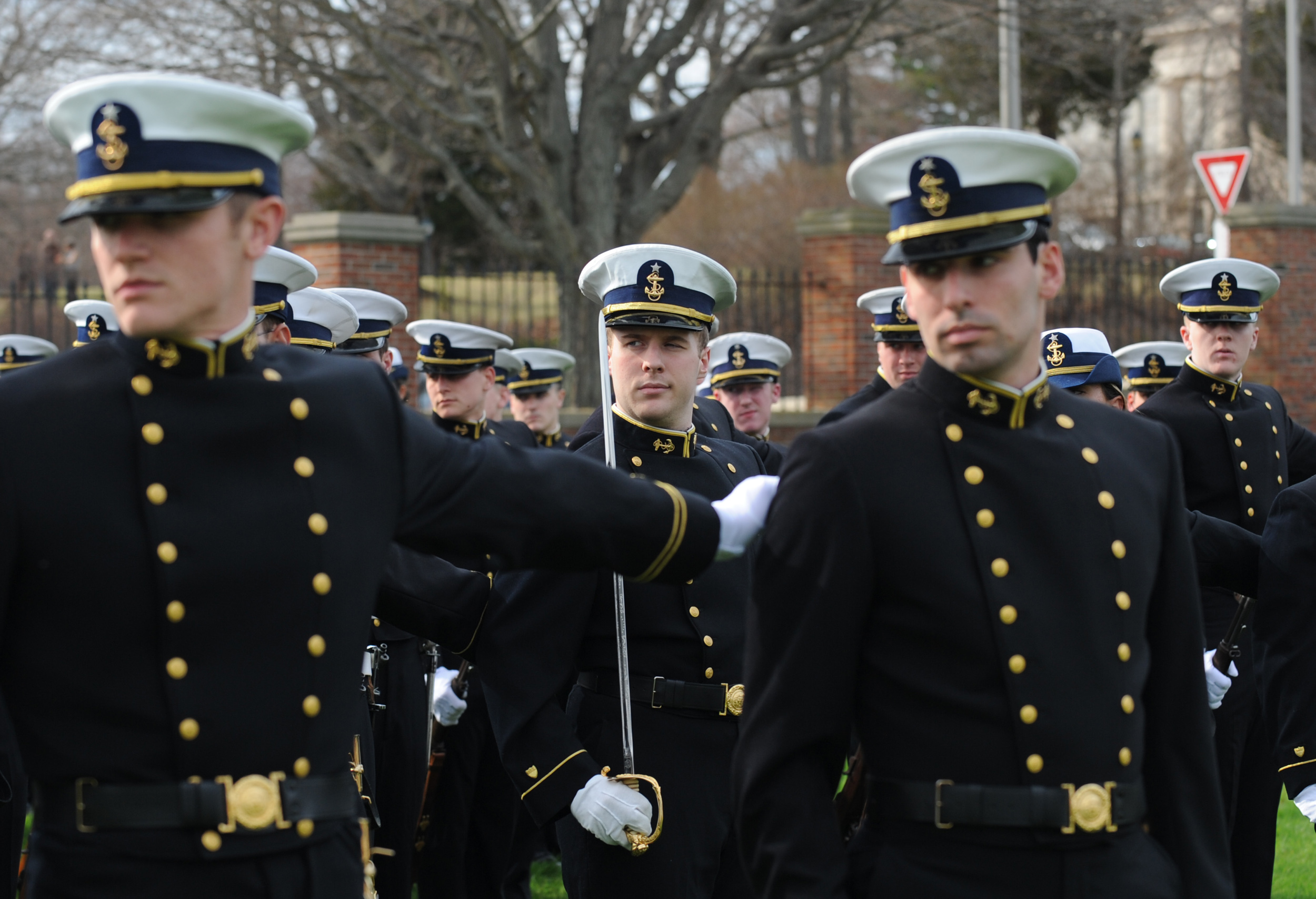
Cadets de l'académie de l'US Coast Guard dans les uniformes traditionnels de l'école.